# August Gondry

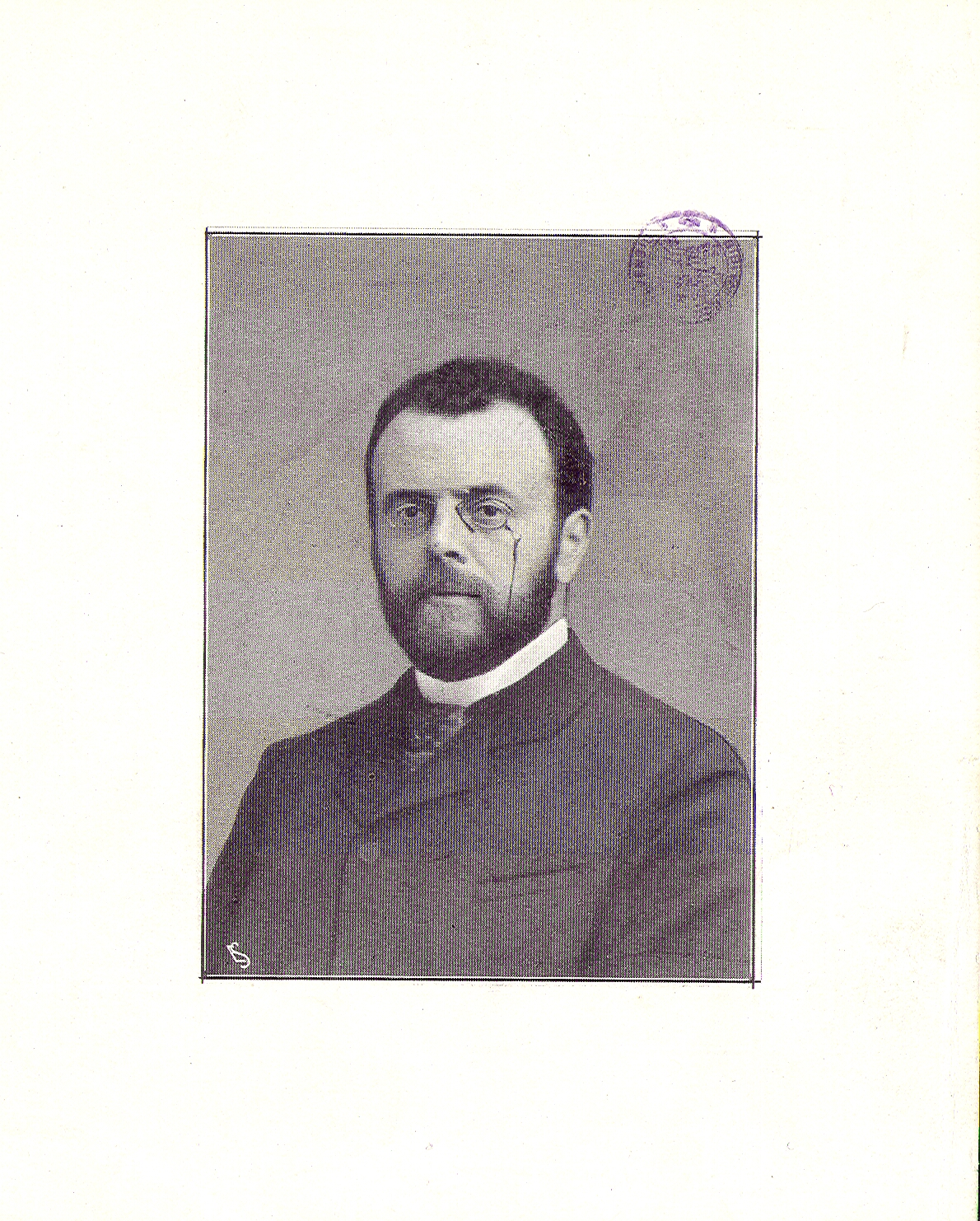
August Gondry

August Gondry (Gent, 22 december 1841 – aldaar, 26 mei 1891) was een Belgische raadsheer aan het Gentse hof van beroep, en algemeen secretaris van het Willemsfonds.

## Levensloop
Zoon van Waalse ouders, werd Gondry flamingant tijdens zijn studies. Aan de Rijksuniversiteit Gent was hij lid van 't Zal wel gaan. In 1884 behoorde hij tot de oprichters van de Bond van oud-leden van het Taalminnend Studentengenootschap 't Zal wel gaan.
Hij promoveerde in 1862 tot doctor in de rechten en vestigde zich als advocaat in Gent, waar hij trouwde met de dochter van procureur-generaal Würth. Hij stapte na enkele jaren over naar de magistratuur en werd rechter in Dendermonde. In 1878 werd hij tot hoogleraar in Gent benoemd. Het doceren lag hem blijkbaar niet zo goed vanwege zijn schuchterheid en in 1881 keerde hij naar de rechtbank terug als raadsheer bij het hof van beroep in Gent.

## Vlaamsgezinde activiteiten
In 1864 werkte Gondry mee met Julius Vuylsteke aan de oprichting en de organisatie van een Vlaamse Advocatenclub, waarvan de leden wekelijks bijeenkwamen om zich te oefenen in de rechtswelsprekendheid. Gondry fungeerde er als secretaris. Dit initiatief was een voorloper van de Conferentie der Vlaamse Balie die in 1873 werd opgericht, met opnieuw Gondry als een van de stichters.
In 1876 stichtte hij een lokale Willemsfondsafdeling in Dendermonde. In 1880 volgde hij Julius Vuylsteke op als nationaal secretaris en penningmeester van de vereniging.
Als auteur of medeauteur van verzoekschriften ijverde hij voor de Vlaamse taalrechten meer bepaald in gerechtszaken en in het lager en middelbaar onderwijs. 
In 1885 behoorde hij tot de stichters van de 'Bond der Vlaamse liberale maatschappijen van Gent' en nog hetzelfde jaar werkte hij mee aan de oprichting van het Verbond der Liberale Vlaamse Verenigingen.  Ook nog op 14 oktober 1885 was hij aanwezig op de stichtingsvergadering van de Vlaamse Juristenvereniging of Bond der Vlaamsche Rechtsgeleerden.
Bij zijn vroegtijdige dood werd hem in die verenigingen en in het Willemsfonds hulde gebracht.